# 플레그레 제도

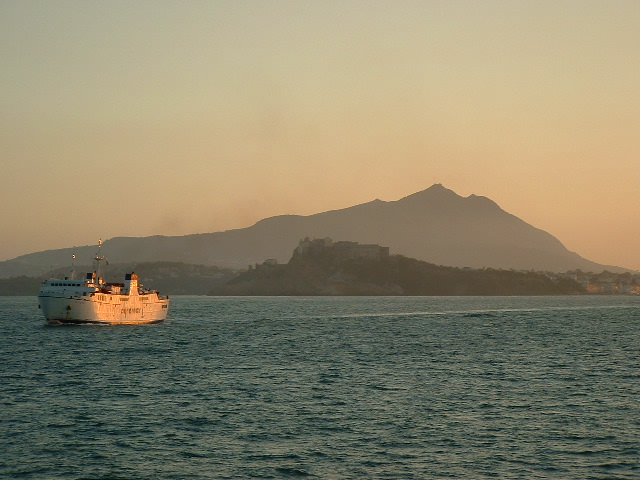
케이프곶에서 본 이스키아섬과 프로치다섬.

플레그레 제도(이탈리아어: Isole Flegree, 나폴리어: Isule Flegree)는 이탈리아 남부 나폴리만과 캄파니아주에 위치한 군도이다.
지명은 플레그레이 평야의 어원에서 비롯했다.

## 지리
이스키아섬, 프로치다섬, 비바라섬, 니시다섬으로 이뤄져 있다. 티레니아해가 위치한 나폴리 해안가에 떨어져 있는 캄파니아 화산대와 캄파니아 제도의 일부를 이루고 있다.
플레그레 제도는 나폴리 광역시 안에 속한다.
카프리섬은 동일한 지질 형성층에 속하지 않아 일반적으로 펠레그레 제도에서 제외된다.

## 역사
고전 시대에, 플레그레 제도의 일부는 그리스어로 '피테쿠사이' (Πιθηκοῦσαι, 원숭이들의 섬)이라 불렸다. 한 그리스 신화에서 에페소스의 케르코페스라고 하는 산적 둘이 제우스에게 장난을 쳤고, 제우스는 이에 대한 벌로 이들을 원숭이로 만들어 아이나리아 (Aenaria, 이스키아섬)와 프로키타 (Prochyta, 프로치다)섬에 쫓아냈다고 전한다.
이스키아섬 아래에 괴수 티폰이 묻혀있고, 프로치다섬에는 기간테스 미마스가 묻혀있다는 전설이 존재한다. 이러한 이야기는 고대 그리스인들이 이 지역의 화산 활동을 설명하는 방법에 대한 단서로서 매우 중요하다. 그 섬들의 지형에 생긴 변화들은 신들의 빈번한 개입으로 인한 것이라고 한다.